# 克里斯蒂纳
克里斯蒂纳，是西班牙埃斯特雷马杜拉巴达霍斯省的一个市镇。总面积16平方公里，总人口553人（2001年），人口密度35人/平方公里。